# アッシュル (神)

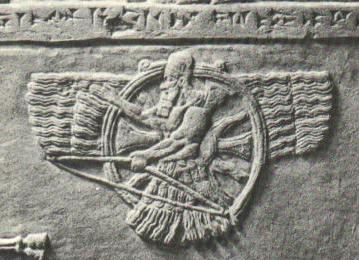
新アッシリアの有翼射手の図像。右手をファラヴァハルの図像と同じように伸ばし、左手に輪の代わりに弓を持っている。アッシュルを象徴するとみなす学者もいる。前9世紀または前8世紀

アッシュル（Ashur、Assur、Aššur、日本語ではアッシュール、アシュールとも。𒀭𒀸𒋩 dAš-šur）は、古代メソポタミアのアッシリアで崇拝された神。アッシリアのパンテオンにおいて最上位を占め、アッシリア王に王権を付与する神として位置づけられていた。アッシリアがバビロニアを征服した後には政策的にバビロニアの上位の神々（エンリルやマルドゥク）と融合・同一視された。

## 神格
アッシュルは古くからアッシリアにおける最高神であった。アッシュル神がアッシリアの首都である古代都市アッシュルと同名であることは謎であったが、現在では神としてのアッシュルは都市アッシュル、あるいはそれが存在した土地自体が擬人化・神格化されたことで誕生した神であるとする見解が主流である。楔形文字文書では綴りが同じとなるため、神アッシュルを指す場合には「神」を意味する限定符ディンギルを付し、都市アッシュルを指す場合には「地名」を表す限定符KIを付した。また、初期の文書においては両方の限定符がある例もある。ウル第3王朝（前21世紀末）時代のアッシュル市の支配者ザリクムの奉納板の銘文には「アッシュル神の総督：gir.nitá da-šurki」というタイトルが使用されており、アッシュルの名にはdとkiの両方が符され、地名であると同時に神であることが示されている。
このような出自故に、アッシュルは古代メソポタミアの他の神々と異なる特徴を備えている。通例、メソポタミアの神々は人間のように配偶者を持ち、子供も持っていたが、初期の段階においてアッシュル神は家族を持っていなかった。しかし、アッシリアがバビロニアを征服し、バビロニア「神学」の影響を受けると、アッシュルはアッシリアのエンリル神であるとみなされるようになった。エンリルはニップル市の都市神であり、前3千年紀からハンムラビが前18世紀半ばにバビロンに帝国を打ち立てるまで、バビロニアのパンテオンにおいて最も重要な神であった。ハンムラビの時代の後、バビロニアにおける主神の地位はエンリルからマルドゥクに置き換わった。アッシリアにおいてはエンリル神の妻ニンリル（アッシリアの女神ムッリッスに対応）と、エンリル神の息子ニヌルタおよびザババがアッシュル神のものとされ吸収された。この吸収過程は前14世紀頃に始まり、前7世紀まで続いた。また、アッシリアの書記たちはアッシュルの名前を𒀭𒊹 AN.ŠAR2という楔形文字の符号と共に書くようになった。これはシュメール語で「天空」を意味し、バビロニア神話におけるアヌ神の息子アンシャルを示すもので、この神をアッシュルと同一視することになった。この同定それ自体は単に名称の類似によったものと見られ、その意図はアッシュルをバビロニアのパンテオンの頂点に押し上げることであったと思われる。アンシャル神とその対になるキシャル神（大地）はエンリル神やニンリル神より上位の神であった。
新アッシリア時代のバージョンのバビロニアの創世神話『エヌマ・エリシュ』では、バビロンにおける神々の長マルドゥクは登場せず、代わりにアッシュルがアンシャルの名で登場し、破滅の怪物ティアマトを殺害し人類世界を創り上げている。
また、アッシュル崇拝におけるもう1つの重大な特徴は、アッシリア国家の真の王はアッシュル神であり、人間の王はアッシュル神に任命された「副王」であるという独特の王権イデオロギーである。このイデオロギーの故にアッシリアの統治者たちは前14世紀までは、アッカド語における王（シャル：šar）という称号を公式に使うことはなく、「総督（副王）：gir.nitá  / šakkanakku」、「副王：ensí / išši'aku」「監督官：PA / waklum」などの称号を用いていた（左はシュメール語、右はアッカド語）。古アッシリア時代のアッシュル市の支配者ツィルル（スリリ）の印象には「アッシュルは王、ツィルルはアッシュルの副王：a-šùr.KI LUGAL ṣi-lu-lu išši'aku a-šùr.KI」と刻まれている。アッシリアが帝国的な発展を示した中アッシリア時代以降、アッシリアの王たちは次第に自己の王権を向上させていき、明確に「王」を称するようになっていくが、アッシリア国家の真の王がアッシュル神であるというイデオロギーはその滅亡の時まで強固に継続した。これはアッシリア帝国ともよばれる新アッシリア時代の王アッシュルバニパル（在位：前668年-前627年頃）の即位式の式次第の文書からもはっきりと読み取ることができる。式次第ではアッシリア王が戴冠のために王宮からアッシュル神殿へと練り歩く際、「アッシュルは王です！アッシュルは王です！」という言葉が繰り返されることになっている。

## 表象と象徴

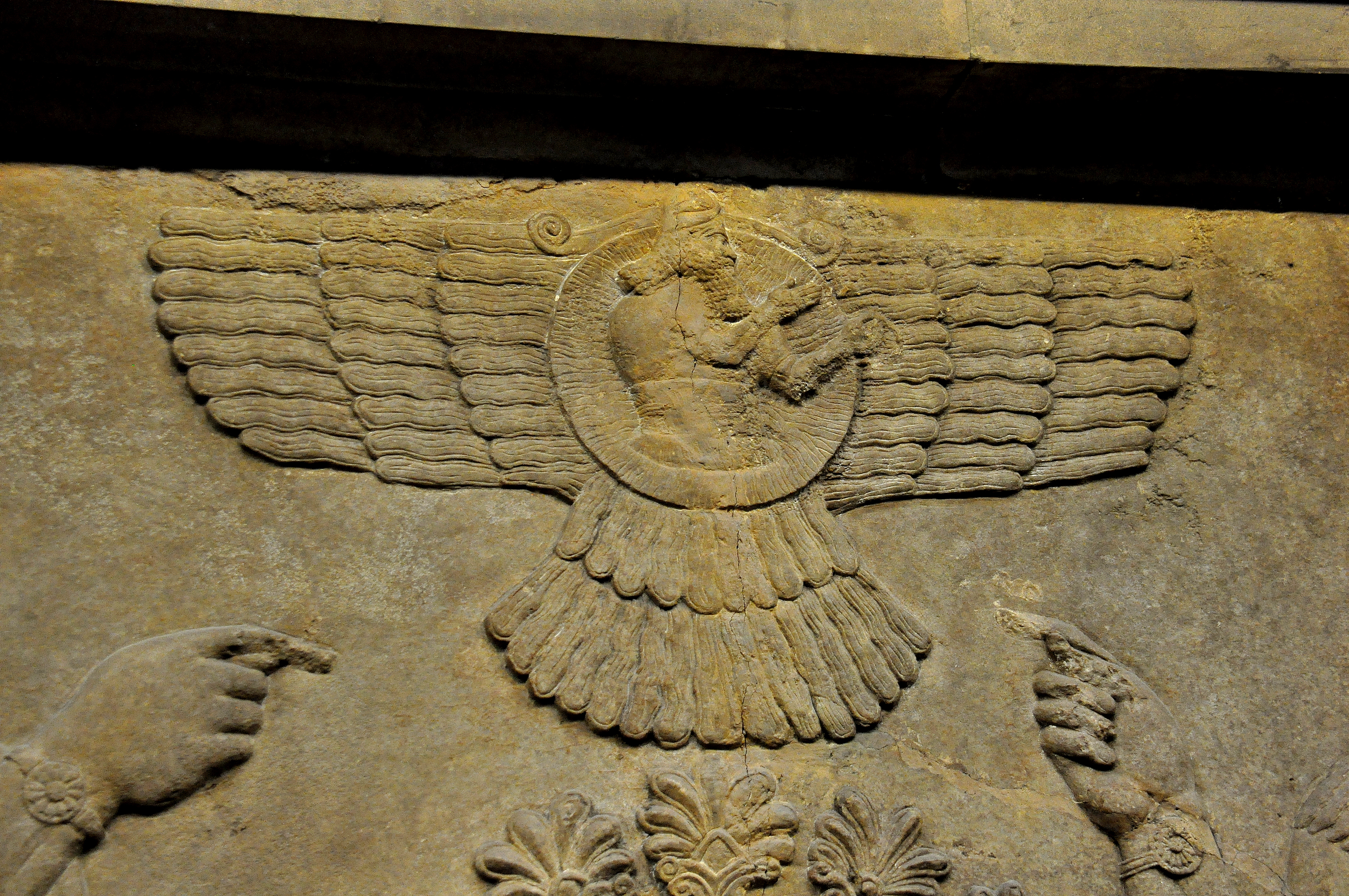
ニムルドで発見された有翼円盤のレリーフ。

土地の神格化によって誕生したアッシュル神は、元来定まった図像表現を持っていなかった可能性がある。メソポタミアの神は一般に人間の姿をしているが、初期のアッシュル神はそうではなかったかもしれない。アッシュル神が「人の姿」を明確に獲得するのは中アッシリア時代の前13世紀である。
中アッシリア時代以降、アッシュル神がバビロニアの神々と習合されるようになると、バビロニアの図像表現がアッシュルに適用された。バビロニアではカッシート王朝（前16世紀頃-前1155年）以降、多くの神々がシンボル（象徴）を使ってあらわされるようになった。角冠（アヌ、エンリル）、ヤギ魚・カメ・羊頭（エア）などがそれにあたる。アッシュルにはアヌ及びエンリルと同じ角冠がシンボルとして割り当てられた。バビロンの都市神マルドゥクのシンボルである鋤がアッシュルに採用されることはなかったが、その随獣である蛇竜（ムシュフシュ）はアッシュルに奪われた。
幾人かの学者が、アッシリアの図像において頻繁に登場する有翼円盤のいくつかはアッシュル神を表象したものであると主張しているが、決定的な根拠はない。このような円盤の図像には以下のようなものがある。
1. 有角有翼円盤。中央の円の周りを回転する4つの円が囲む。波状の光線が円盤の両側から落ちる。
2. 翼から吊るされた円盤または車輪。その中に弓を引いて矢を構える戦士が描かれる。
3. 上記と同様の円。戦士と弓が描かれるが、弓は左手に持ち、右手は自らを崇拝するものを祝福するかの如く掲げられる（画像を参照）。

アッシリアにおいてアッシュル神は頻繁に人名の構成要素として採用されている。王名のアッシュル・ウバリト、アッシュル・ナツィル・アプリ（アッシュル・ナツィルパル）、アッシュル・バニ・アプリ（アッシュルバニパル）など類例に事欠かず、『アッシリア王名表』記載の100名超のアッシリア王のうち30人に達する。アッシュル神の枕詞にはbêlu rabû（偉大なる主）、ab ilâni（神々の父）、šadû rabû（大いなる山）、il aššurî（アッシュルの神）などがある。

## 関連記事
- ファラヴァハル
- ヤハウェ
- メルス - アッシュール神殿に奉納されていた供物の一つ